# كارلو سفورزا
الكونت كارلو سفورزا (بالإيطالية: Count Carlo Sforza)‏ (و.24 يناير 1872 – 4 سبتمبر 1952) دبلوماسي إيطالي وسياسي معادٍ للفاشية.

## نشأته
ولد سفورزا في لوكا، الابن الثاني للكونت جيوفاني سفورزا (1846-1922)، وهو مؤرخ بارز من مونتيجنوسو، توسكانا، والدته إليزابيتا بيرانتوني، ولد في عائلة من تجار الحرير. كان والده من نسل الكونت كاستل سان جوفاني، وهو فرع غير شرعي من سفورزا الذي حكم دوقية ميلانو في القرنين الخامس عشر والسادس عشر. عند وفاة شقيقه الأكبر عام 1936، ورث كارلو اللقب الكوني للكونت الممنوح لوالدهم عام 1910.

## الحياة العملية
بعد تخرجه في القانون من جامعة بيزا، دخل سفورزا السلك الدبلوماسي في عام 1896. وشغل منصب الملحق القنصلي في القاهرة (1896)، وباريس (1897)، ثم سكرتيرًا قنصليًا في إسطنبول (1901) وبكين. ثم عُين القائم بالأعمال في بوخارست عام 1905، لكن حادثة دبلوماسية تسببت في استقالته في ديسمبر من نفس العام. ومع ذلك، تم إرساله كسكرتير خاص لماركيز إميليو فيسكونتي-فينوستا، المندوب الإيطالي في مؤتمر الجزيرة الخضراء.
أكسبته توصية فيسكونتي-فينوستا منصب سكرتير أول للمفوضية في مدريد (1906-1907)، قبل إرساله كقائم بالأعمال في إسطنبول (1908-1909) حيث شهد ثورة تركيا الفتاة. كما شغل منصب مستشار السفارة في لندن عام 1909، ثم مارس أول منصب حكومي كسكرتير لمجلس الوزراء لوزير الخارجية الإيطالي لبضعة أشهر في مجلس وزراء فورتيس.
من عام 1911 إلى عام 1915، أعيد إلى بكين حيث شهد ثورة شينهاي وأعاد التفاوض على النظام الأساسي للامتياز الإيطالي لتينسين مع السلطات الصينية الجديدة.
كان سفورزا يؤيد التدخل الإيطالي في الحرب العالمية الأولى إلى جانب قوات الحلفاء. من عام 1915 إلى عام 1919، تم إرساله سفيراً في كورفو إلى الحكومة الصربية المنفية. بعد الحرب العالمية الأولى أصبح وزيرا للخارجية الإيطالية تحت قيادة جيوفاني جوليتي. وفي عام 1921، أزعجت سفورزا القوى اليمينية القومية من خلال التوقيع على معاهدة ربالو التي اعترفت بميناء رييكا المهم كمدينة حرة. ظل وزيراً للخارجية بصفته وزيراً للشؤون الخارجية، حتى سقوط حكومة جيوليتي في 4 يوليو 1921 .
تم تعيين سفورزا سفيراً في فرنسا في فبراير 1922، لكنه استقال من منصبه بعد تسعة أشهر في 31 أكتوبر بعد أن فازبينيتو موسوليني بالسلطة. قاد المعارضة المناهضة للفاشية في مجلس الشيوخ حتى تم نفيه في عام 1926. أثناء إقامته في المنفى في بلجيكا، البلد الأصلي لزوجته، قام سفورزا بنشر الكتب أو الديكتاتوريات الأوروبية أو إيطاليا المعاصرة أو توليف أوروبا، بالإضافة إلى العديد من المقالات التي حلل فيها الإيديولوجية الفاشية وهاجم العديد من المهنئين أيضًا كـ «مُرضي» مختلفين في إنجلترا وفرنسا وأماكن أخرى. بعد اغتيال كارلو روسيلي في فرنسا عام 1937، زعيم حركة جيوستيزيا إي ليبرتا (اليسار غير الماركسي)، أصبح الكونت سفورزا الزعيم الفعلي للفاشية الإيطالية في المنفى.
عاش سفورزا في بلجيكا وفرنسا حتى الاحتلال الألماني في يونيو 1940. ثم استقر في إنجلترا إلى أن انتقل إلى الولايات المتحدة، حيث انضم إلى جمعية مازيني المعارضة للفاشية. في أغسطس 1942، حضر المؤتمر الإيطالي الأمريكي في مونتفيدو، أوروغواي، وقدم جدول أعمال من ثماني نقاط لإنشاء جمهورية ديمقراطية ليبرالية إيطالية ضمن ميثاق الأطلسي. وافق المؤتمر على أجندة سفورزا وأشاد به «الرئيس الروحي لمناهضي الفاشية الإيطاليين».
عاد إلى بلاده بعد الهدنة بين إيطاليا وقوات الحلفاء في سبتمبر 1943، وفي يونيو 1944 قبل عرض إيفانو بونومي بالانضمام إلى حكومته المؤقتة المناهضة للفاشية. وفي عام 1946، أصبح سفورزا عضوًا في الحزب الجمهوري الإيطالي.
كوزير للخارجية (1947-1951)، دعم مشروع مارشال وتسوية ترييستي. كما كان مدافعا مقنعا وأحد واضعي السياسة الإيطالية المؤيدة لأوروبا، وقاد إيطاليا مع ألتشيدي دي غاسبيري إلى مجلس أوروبا. في 18 أبريل 1951 وقع على معاهدة تأسيس الجماعة الأوروبية للفحم والصلب، مما جعل إيطاليا واحدة من الأعضاء المؤسسين.

## روابط خارجية
- كارلو سفورزا على موقع الموسوعة البريطانية (الإنجليزية)
- كارلو سفورزا على موقع مونزينجر (الألمانية)
- Newspaper clippings about Carlo Sforza in the 20th Century Press Archives of the ZBW